# 道藏辑要
《道藏辑要》是清朝初年的彭定求从明本《道藏》中精选200种道书编辑成的道教丛书。按二十八宿分为28集。
嘉庆年间，蒋元庭又在此基础上增加了79种明本《道藏》未收的道经和新出的道书。并且蒋元庭还为此作了《道藏辑要总目》。
光绪年间，四川道人阎永和方丈等人在重刻《道藏辑要》时又增补17种道书，还收录了贺龙骧编著的5种道经书目，以及宋元以来的18种道经书目，名为《重刊道藏辑要》。